# 古爾德敦 (新澤西州)
古爾德敦（英語：Gouldtown）是位於美國新澤西州坎伯蘭縣的普查規定居民點。

## 人口
根據2020年美國人口普查的數據，古爾德敦的面積為7.32平方千米，皆為陸地。當地共有人口1601人，而人口密度為每平方千米218.72人。